# 1935年长江洪水

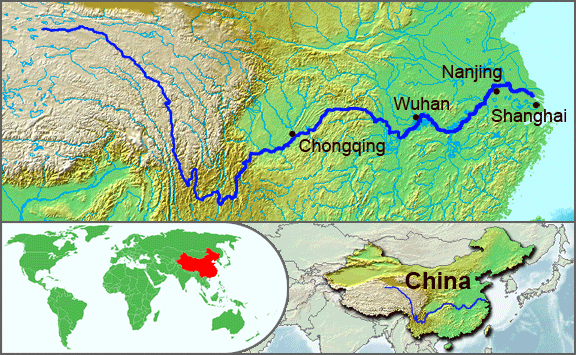
长江

1935年长江洪水是指1935年发生于中国长江中下游地区的一场洪灾。这场洪灾共造成145,000人死亡。